# Giải bóng đá hạng ba quốc gia Cộng hòa Síp 2010–11
Giải bóng đá hạng ba quốc gia Cộng hòa Síp 2010–11 là mùa giải thứ 40 của giải bóng đá hạng ba Cộng hòa Síp. Ethnikos Assia giành danh hiệu đầu tiên.

## Thể thức thi đấu
Có 14 đội bóng tham gia Giải bóng đá hạng ba quốc gia Cộng hòa Síp 2010–11. Tất cả các đội thi đấu với nhau hai lần, một ở sân nhà và một ở sân khách. Đội bóng nhiều điểm nhất vào cuối mùa giải sẽ là đội vô địch. Ba đội đầu bảng sẽ lên chơi ở Giải bóng đá hạng nhì quốc gia Cộng hòa Síp 2011–12 và ba đội cuối bảng xuống chơi tại Giải bóng đá hạng tư quốc gia Cộng hòa Síp 2011–12.

### Hệ thống điểm
Các đội bóng nhận được 3 điểm cho một trận thắng, 1 điểm cho một trận hòa và 0 điểm cho một trận thua.

## Thay đổi so với mùa giải trước
Các đội bóng thăng hạng Giải bóng đá hạng nhì quốc gia Cộng hòa Síp 2010–11
- Chalkanoras Idaliou
- Anagennisi Deryneia
- Adonis Idaliou

Các đội bóng xuống hạng từ Giải bóng đá hạng nhì quốc gia Cộng hòa Síp 2009–10
- Frenaros FC
- Ayia Napa
- MEAP Nisou

Các đội bóng thăng hạng từ Giải bóng đá hạng tư quốc gia Cộng hòa Síp 2009–10
- Enosis Neon Parekklisia
- Nikos & Sokratis Erimis
- Anagennisi Germasogeias

Các đội bóng xuống hạng Giải bóng đá hạng tư quốc gia Cộng hòa Síp 2010–11
- THOI Lakatamia
- Kissos Kissonergas
- Achyronas Liopetriou

## Sân vận động và địa điểm
| Câu lạc bộ       | Địa điểm                           |
| ---------------- | ---------------------------------- |
| Ayia Napa        | Ayia Napa Municipal Stadium        |
| AEZ              | Zakaki Municipal Stadium           |
| AEK              | Chloraka Municipal Stadium         |
| Anagennisi G.    | Germasogeia Municipal Stadium      |
| Digenis Or.      | Oroklini Municipal Stadium         |
| Elpida           | Michalonikion Stadium              |
| Ethnikos         | Makario Stadium                    |
| ENAD             | Poli Chrysochous Municipal Stadium |
| EN Parekklisia   | Parekklisia Municipal Stadium      |
| Iraklis          | Kykkos Stadium                     |
| MEAP             | Theodorio Koinotiko                |
| Nikos & Sokratis | Erimi Municipal Stadium            |
| Spartakos        | Kiti Municipal Stadium             |
| Frenaros         | Frenaros Municipal Stadium         |

## Bảng xếp hạng
| Vị thứ | Đội bóng                | St. | T. | H. | B. | BT. | BB. | HS. | Đ  | Ghi chú                                                                 | Thành tích đối đầu   |
| ------ | ----------------------- | --- | -- | -- | -- | --- | --- | --- | -- | ----------------------------------------------------------------------- | -------------------- |
| 1      | Ethnikos Assia          | 26  | 15 | 7  | 4  | 43  | 23  | 20  | 52 | Vô địch-Thăng hạng Giải bóng đá hạng nhì quốc gia Cộng hòa Síp 2011–12. |                      |
| 2      | Enosis Neon Parekklisia | 26  | 13 | 9  | 4  | 49  | 29  | 20  | 48 | Thăng hạng Giải bóng đá hạng nhì quốc gia Cộng hòa Síp 2011–12.         |                      |
| 3      | Ayia Napa               | 26  | 12 | 11 | 3  | 39  | 14  | 25  | 47 | Thăng hạng Giải bóng đá hạng nhì quốc gia Cộng hòa Síp 2011–12.         | Ayia Napa 4p ENAD 1p |
| 4      | ENAD Polis Chrysochous  | 26  | 13 | 8  | 5  | 36  | 24  | 12  | 47 |                                                                         | Ayia Napa 4p ENAD 1p |
| 5      | Spartakos Kitiou        | 26  | 11 | 7  | 8  | 38  | 33  | 5   | 40 |                                                                         |                      |
| 6      | AEK Kouklia             | 26  | 11 | 6  | 9  | 32  | 36  | -4  | 39 |                                                                         |                      |
| 7      | Frenaros FC             | 26  | 7  | 13 | 6  | 28  | 23  | 5   | 34 |                                                                         |                      |
| 8      | AEZ Zakakiou            | 26  | 9  | 6  | 11 | 35  | 46  | -11 | 33 |                                                                         |                      |
| 9      | Anagennisi Germasogeias | 26  | 8  | 7  | 11 | 31  | 38  | -7  | 31 |                                                                         |                      |
| 10     | Nikos & Sokratis Erimis | 26  | 7  | 8  | 11 | 33  | 41  | -8  | 29 | Nikos & Sokratis 4p Elpida 1p                                           |                      |
| 11     | Elpida Xylofagou        | 26  | 7  | 8  | 11 | 25  | 34  | -9  | 29 | Nikos & Sokratis 4p Elpida 1p                                           |                      |
| 12     | Digenis Oroklinis       | 26  | 5  | 9  | 12 | 31  | 41  | -10 | 24 | Xuống hạng Giải bóng đá hạng tư quốc gia Cộng hòa Síp 2011–12.          |                      |
| 13     | MEAP Nisou              | 26  | 5  | 6  | 15 | 31  | 44  | -13 | 21 | Xuống hạng Giải bóng đá hạng tư quốc gia Cộng hòa Síp 2011–12.          |                      |
| 14     | Iraklis Gerolakkou      | 26  | 4  | 5  | 17 | 24  | 49  | -25 | 17 | Xuống hạng Giải bóng đá hạng tư quốc gia Cộng hòa Síp 2011–12.          |                      |

Hệ thống điểm: Thắng=3 điểm, Hòa=1 điểm, Thua=0 điểm
Luật xếp hạng: 1) điểm; 2) điểm thành tích đối đầu; 3) hiệu số thành tích đối đầu; 4) số bàn thắng sân khách đối đầu; 5) hiệu số; 6) số bàn thắng

Nguồn: League standings at CFA

## Kết quả
| ↓Home / Away→    | ANP | AEZ | AEK | ANG | DGN | ETN | ELP | END | ENP | IRK | MPN | NSE | SPR | FRN |
| ---------------- | --- | --- | --- | --- | --- | --- | --- | --- | --- | --- | --- | --- | --- | --- |
| Ayia Napa        |     | 1-0 | 8-0 | 3-0 | 0-0 | 0-0 | 1-1 | 1-0 | 3-1 | 4-0 | 2-0 | 2-0 | 1-1 | 0-0 |
| AEZ              | 1-0 |     | 3-2 | 3-0 | 3-1 | 2-2 | 2-1 | 1-1 | 1-1 | 3-1 | 1-0 | 2-2 | 3-2 | 2-1 |
| AEK              | 0-2 | 3-0 |     | 0-0 | 2-0 | 1-3 | 3-1 | 1-0 | 1-1 | 2-1 | 1-1 | 2-1 | 1-2 | 0-1 |
| Anagennisi       | 3-0 | 1-1 | 0-1 |     | 1-3 | 0-1 | 1-0 | 0-2 | 0-2 | 3-3 | 3-2 | 3-1 | 1-1 | 1-1 |
| Digenis          | 1-1 | 1-0 | 2-2 | 3-6 |     | 2-2 | 1-2 | 2-3 | 1-1 | 2-0 | 3-0 | 0-1 | 1-0 | 1-1 |
| Ethnikos         | 1-2 | 3-0 | 2-0 | 0-1 | 2-1 |     | 2-2 | 3-0 | 0-0 | 3-0 | 2-4 | 3-2 | 2-2 | 1-0 |
| Elpida           | 1-2 | 3-0 | 1-0 | 1-0 | 2-1 | 0-1 |     | 0-0 | 1-2 | 2-0 | 1-1 | 0-0 | 0-2 | 0-0 |
| ENAD             | 0-0 | 2-0 | 2-0 | 2-0 | 2-2 | 1-1 | 3-1 |     | 2-2 | 4-2 | 2-1 | 2-0 | 2-1 | 2-0 |
| ENP              | 1-1 | 5-3 | 2-3 | 3-1 | 2-0 | 3-1 | 5-0 | 1-1 |     | 3-0 | 2-1 | 2-1 | 1-1 | 1-1 |
| Iraklis          | 1-1 | 2-1 | 0-1 | 0-1 | 1-1 | 0-1 | 1-0 | 1-2 | 1-2 |     | 4-3 | 2-0 | 0-1 | 1-1 |
| MEAP             | 0-3 | 4-0 | 1-2 | 2-2 | 1-0 | 0-1 | 2-2 | 0-1 | 0-2 | 3-0 |     | 0-2 | 1-1 | 1-1 |
| Nikos & Sokratis | 0-0 | 1-1 | 2-2 | 1-1 | 3-1 | 0-3 | 2-0 | 1-0 | 0-1 | 4-3 | 3-1 |     | 4-5 | 1-1 |
| Spartakos        | 1-0 | 3-1 | 0-0 | 0-2 | 2-0 | 0-2 | 0-1 | 3-0 | 3-2 | 0-0 | 0-2 | 4-1 |     | 3-1 |
| Frenaros FC      | 1-1 | 3-1 | 0-2 | 2-0 | 1-1 | 0-1 | 2-2 | 0-0 | 2-1 | 1-0 | 3-0 | 0-0 | 4-0 |     |

Nguồn: Results at CFA